# Mairie-lavoir de Marchaux
La  mairie-lavoir de Marchaux est un bâtiment, protégé des monuments historiques français, situé sur la commune de Marchaux dans le département du Doubs en France.

## Histoire
Le bâtiment date de 1826.
Les façades et toitures du bâtiment, ainsi que le lavoir du rez-de-chaussée sont inscrits au titre des monuments historiques depuis le 31 juillet 1990.

## Localisation
Le bâtiment est situé sur la grande rue  de Marchaux, au centre du village.

## Architecture
L'ensemble se compose du lavoir au rez-de-chaussée et de la mairie à l'étage. Le premier étage est supporté par douze colonnes à chapiteaux rectangulaires.